# Colorado City (Texas)
Colorado City település az Amerikai Egyesült Államok Texas államában, Mitchell megyében, melynek megyeszékhelye is. Lakosainak száma 3991 fő (2020. április 1.).

## Népesség
A település népességének változása:

| 2010 | 4 146 |
| 2020 | 3 991 |